# John King Davis
John King Davis (ur. 19 lutego 1884 w Kew, zm. 8 maja 1967 w Toorak) – australijski nawigator, kapitan marynarki handlowej i dowódca statków ekspedycji antarktycznych.
Uczestnik wypraw na Antarktydę, m.in. Brytyjskiej Wyprawy Antarktycznej na statku „Nimrod” pod kierownictwem Ernesta Shackletona (1874–1922) w latach 1907–1909, Australasian Antarctic Expedition Douglasa Mawsona (1882–1958) w latach 1911–1913 i połączonej wyprawy brytyjskiej, nowozelandzkiej i australijskiej pod kierownictwem Mawsona w latach 1929–1931 (ang. British Australian and New Zealand Antarctic Research Expedition, BANZARE). 

## Życiorys
John King Davis urodził się 19 lutego 1884 roku w Kew w hrabstwie Surrey w Anglii . Był jedynym synem Jamesa Greena Davisa, instruktora wojskowego, i jego żony Marion Alice z domu King . Davis uczył się w prywatnej szkole dla chłopców Colet Court w Londynie a następnie w szkole z internatem Burford Grammar School w Oxfordshire . Edukację przerwał w 1900 roku – wraz z ojcem wyjechał do Kapsztadu w Republice Południowej Afryki . Korzystając z nieobecności ojca dołączył do załogi parowca pocztowego „Carisbrooke Castle” udającego się w rejs do Anglii . Następnie podpisał czteroletni kontrakt na pracę na statku „Celtic Chief” i wkrótce po raz pierwszy odwiedził Australię .
16 lipca 1905 roku zdał egzamin Board of Trade na drugiego oficera . Następnie do czerwca 1906 roku służył jako drugi oficer na barku „Westland” pływającym między Anglią a Nową Zelandią, w kolejnym roku na statku „Port Jackson” . W 1906 roku uzyskał stopień pierwszego oficera, a w sierpniu 1908 roku kapitana . 

### Brytyjska Wyprawa Antarktyczna na statku „Nimrod” (1907–1909)

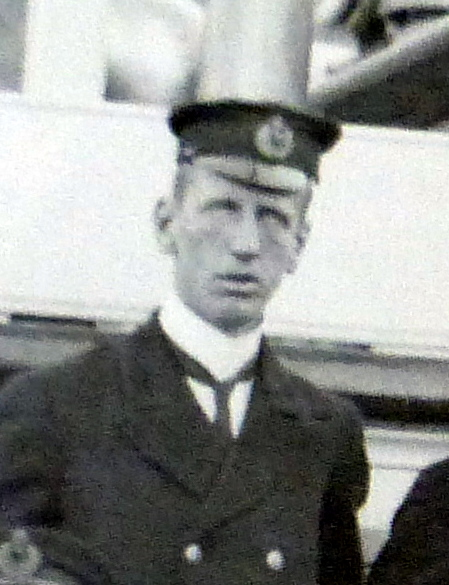
John King Davis – pierwszy oficer na statku wyprawy Shackletona (1907)

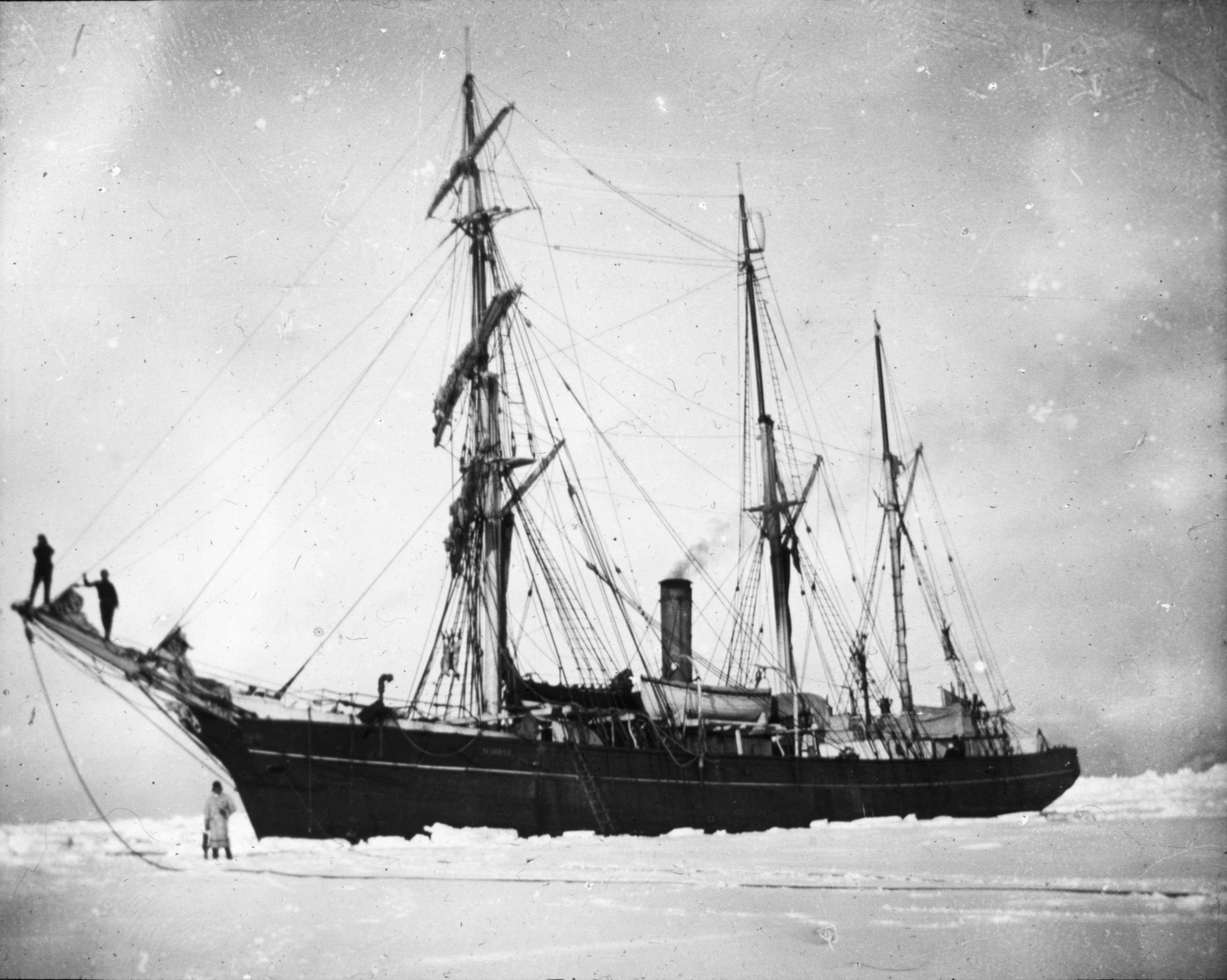
„Nimrod” (1908)

W 1907 roku podczas zwiedzania wystawy sprzętu polarnego w Londynie, przypadkowo poznał Ernesta Shackletona (1874–1922), co zaowocowało kontraktem pierwszego oficera na statku „Nimrod” wyprawy Shackletona na Antarktydę , której celem miało być zdobycie bieguna południowego oraz zbadanie Bariery Rossa i Ziemi Edwarda VII .
Wyprawa wyruszyła 7 sierpnia . Bazę założono na przylądku Cape Royds w McMurdo Sound, nieopodal dawnej bazy Scotta. 10 marca 1908 roku zdobyto szczyt Mount Erebus . W styczniu 1909 roku grupa dowodzona przez Edgewortha Davida (1858–1934) dotarła do południowego bieguna magnetycznego . W październiku 1908 roku grupa dowodzona przez Shackletona w składzie Jameson Adams (1880–1962), Frank Wild (1873–1939) i Eric Marshall (1879–1963) wyruszyła z bazy w kierunku bieguna południowego . Przetrawersowali Barierę Rossa i odkryli przejście przez góry przez Lodowiec Beardmore’a na Płaskowyż Polarny . 9 stycznia 1909 roku grupa osiągnęła wysokość 88°38′S – wówczas był to najdalej na południe wysunięty punkt, do którego dotarł człowiek, ok. 156 km od bieguna południowego . Z uwagi na brak wystarczającego zaopatrzenia, wyprawa musiała zawrócić . 
W drodze powrotnej do Wielkiej Brytanii Davis objął dowództwo statku . Po powrocie król przyznał członkom wyprawy Medale Polarne – Davis został wyróżniony brązowym.   

#### Australasian Antarctic Expedition (1911–1913)

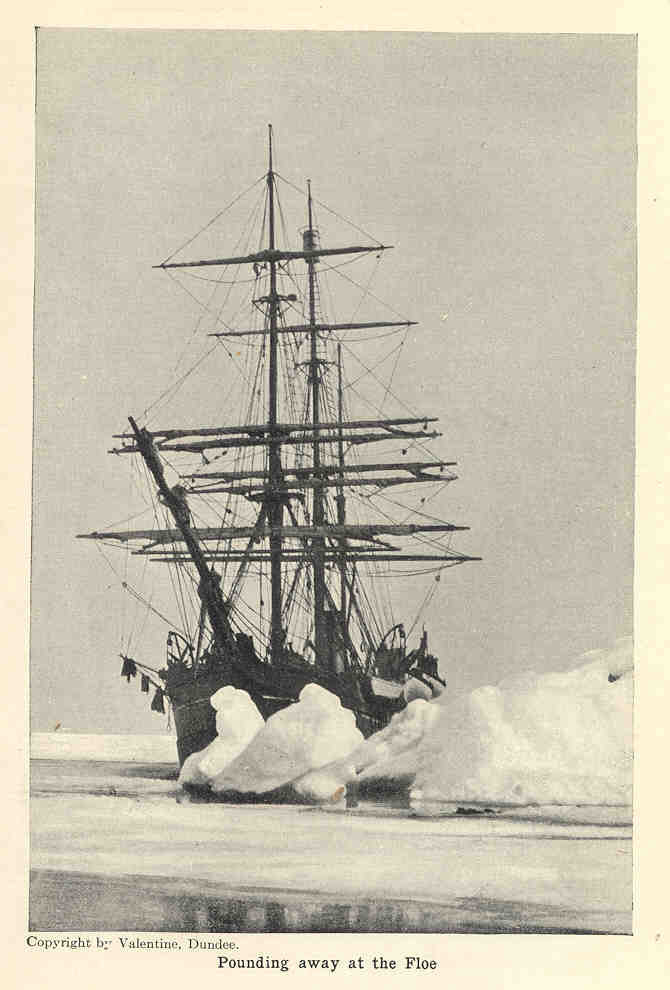
„Aurora” (1911)

Podczas ekspedycji Shackletona Davis zaprzyjaźnił się z australijskim geologiem Douglasem Mawsonem (1882–1958) , który w 1911 roku organizował własną wyprawę na Antarktydę – Australasian Antarctic Expedition. Zadanie znalezienia odpowiedniego statku dla transportu ludzi i zapasów Mawson powierzył Davisowi (1884–1967), który za 6 tys. funtów zakupił od firmy wielorybniczej Bowering Brothers barkentynę parową „Aurorę” . Davis  nie tylko objął dowództwo statku, ale został również zastępcą dowódcy wyprawy . W trakcie ekspedycji Davis odbył pięć znaczących rejsów, które odegrały kluczową rolę w ustanowieniu baz zimowych na Macquarie Island i w kontynentalnej części Antarktydy – w Zatoce Commonwealthu i na Lodowcu Szelfowym Shackletona . Aurora nie tylko przewoziła członków wyprawy i materiały, z jej pokładu prowadzono również badania Oceanu Południowego   .
Davis nie przyjął propozycji Shackletona, by poprowadzić „Aurorę” podczas jego Imperialnej Wyprawy Transantarktycznej.  

### I wojna światowa i Ross Sea Relief Expedition (1916)
Davis zgłosił się na ochotnika do czynnej służby i został przydzielony do sztabu transportu wojsk w Sydney . Organizował zaokrętowanie australijskich żołnierzy i dowodził transportowcem „Boonah” przewożącym żołnierzy i konie do Egiptu i Anglii . 
W październiku 1916 roku, w imieniu rządów Wielkiej Brytanii, Australii i Nowej Zelandii dowodził ekspedycją ratunkową Ross Sea Relief Expedition, która uratowała „grupę Morza Rossa” – drugą grupę Imperialnej Wyprawy Transantarktycznej (1914–1917) pod kierownictwem Shackletona, która utknęła na przylądku Cape Evans .
Po dwóch zimach spędzonych na Antarktydzie członkowie grupy dotarli bezpiecznie na pokładzie Aurory do Nowej Zelandii 9 lutego 1917 roku .

### Okres międzywojenny
W kwietniu 1917 roku Davis rozpoczął roczny nadzór nad budową składu przeładunku węgla w Port Pirie w Australii Południowej . Awansował na komandora podporucznika rezerwy Royal Australian Navy i następnie sprawował funkcję oficera transportu australijskiej marynarki wojennej w Londynie, zajmując się repatriacją Australijskich Sił Imperialnych . Do Australii wrócił w 1919 roku, i w 1920 roku został dyrektorem ds. nawigacji Commonwealthu (ang. Commonwealth director of navigation), piastując to stanowisko do przejścia na emeryturę 19 lutego 1949 roku . 
W 1921 roku na Willis Island na Morzu Koralowym założył stację ostrzegania przed cyklonami . 
W latach 1929–1930 wziął urlop i uczestniczył w British Australian and New Zealand Antarctic Research Expedition (BANZARE) z Mawsonem, dowodząc statkiem „Discovery” podczas pierwszego rejsu ekspedycji na Antarktydę . Poróżnił się z Mawsonem w sprawie trasy rejsu – martwił się ograniczonymi zapasami węgla i marną żeglownością statku. Ponadto rościł sobie prawo do prowadzenia programu badań oceanograficznych, co Mawson uważał za prerogatywę dowódcy wyprawy. Wskutek konfliktu z Mawsonem Davis zrezygnował z uczestnictwa w ekspedycji po pierwszej wyprawie.        

### Po II wojnie światowej
W latach 1947–1962 Davis był członkiem australijskiego komitetu doradzającego w zakresie bieżącej polityki i działań na Antarktydzie . W latach 1945 i 1946 był przewodniczącym Royal Society of Victoria . 
Davis zmarł na raka płuc 8 maja 1967 roku w Toorak, dzielnicy Melbourne . Nigdy nie założył rodziny . Uznawany był – zarówno przez Shackletona jak i przez Mawsona – za najbardziej doświadczonego nawigatora wód antarktycznych . Z uwagi na swoje chłodne obycie dorobił się przydomka Gloomy (dosł. „ponury”).   

## Publikacje
Lista podana za Encyclopedia of Australian Science and Innovation :
- 1913 – The soundings of the Antarctic ship Aurora between Tasmania and the Antarctic continent 1912 [w:] Geographical Journal
- 1919 – With the 'Aurora' in the Antarctic, 1911–1914
- 1923 – Willis Island: a Storm Warning Station in the Coral Sea
- 1924 – Section E - Geography and history: address by the President. Sailing directions [w:] Report of 17th meeting of the Australasian Association for the Advancement of Science
- 1962 – High Latitude (razem z Bedfordem Osbornem)

## Członkostwa, nagrody i odznaczenia
- 1909 – brązowy Medal Polarny[6]
- Murchison Award Królewskiego Towarzystwa Geograficznego[1]
- 1915 – członek Królewskiego Towarzystwa Geograficznego[1]
- 1915 – srebrna klamra Medalu Polarnego[15]
- 1920 – członek Royal Society of Victoria[1]
- 1934 – brązowa klamra Medalu Polarnego[15]
- 1965 – komandor Orderu Imperium Brytyjskiego[9]

## Upamiętnienie
W 1967 roku australijska stacja naukowo-badawcza na antarktycznym Wybrzeżu Ingrid Christensen została nazwana na cześć Davisa – Davis .
Na cześć Davisa nazwano również szereg obiektów geograficznych na Antarktydzie:
- Morze Davisa – morze u wybrzeży Antarktydy, pomiędzy lodowcami szelfowymi Shackletona i Zachodnim[16]
- Cape Davis – przylądek na wybrzeżu Płaskowyża Edwarda VIII między Magent Bay a Zatoką Edwarda VIII[17]
- Zatoka Davisa – zatoka u Wybrzeża Klary między Cape Cesney a Lewis Island[18]
- Davis Peninsula – półwysep na Wybrzeżu Królowej Marii między Robinson Bay i Reid Glacier[19]
- Davis Glacier – lodowiec na Ziemi Wiktorii spływający do Morza Rossa w kierunku Lamplugh Island[20]

Portret Davisa znajduje się w „galerii odkrywców” w siedzibie Królewskiego Towarzystwa Geograficznego w Londynie .